# Tagajō
Tagajō (多賀城市?) è una città giapponese della prefettura di Miyagi.